# Centro Sportivo Alagoano
Maillots
Dernière mise à jour : 18 août 2025.
Le Centro Sportivo Alagoano est un club brésilien de football basé à Maceió dans l'état d'Alagoas.

## Palmarès
- Championnat de l'État de l'Alagoas (40)
  - Champion : 1928, 1929, 1933, 1935, 1936, 1941, 1942, 1944, 1949, 1952, 1955, 1956, 1957, 1958, 1960, 1963, 1965, 1966, 1967, 1968, 1971, 1974, 1975, 1980, 1981, 1982, 1984, 1985, 1988, 1990, 1991, 1994, 1996, 1997, 1998, 1999, 2008, 2018, 2019, 2021

- Coupe CONMEBOL (0)
  - Finaliste : 1999

- Championnat du Brésil de Série B (0)

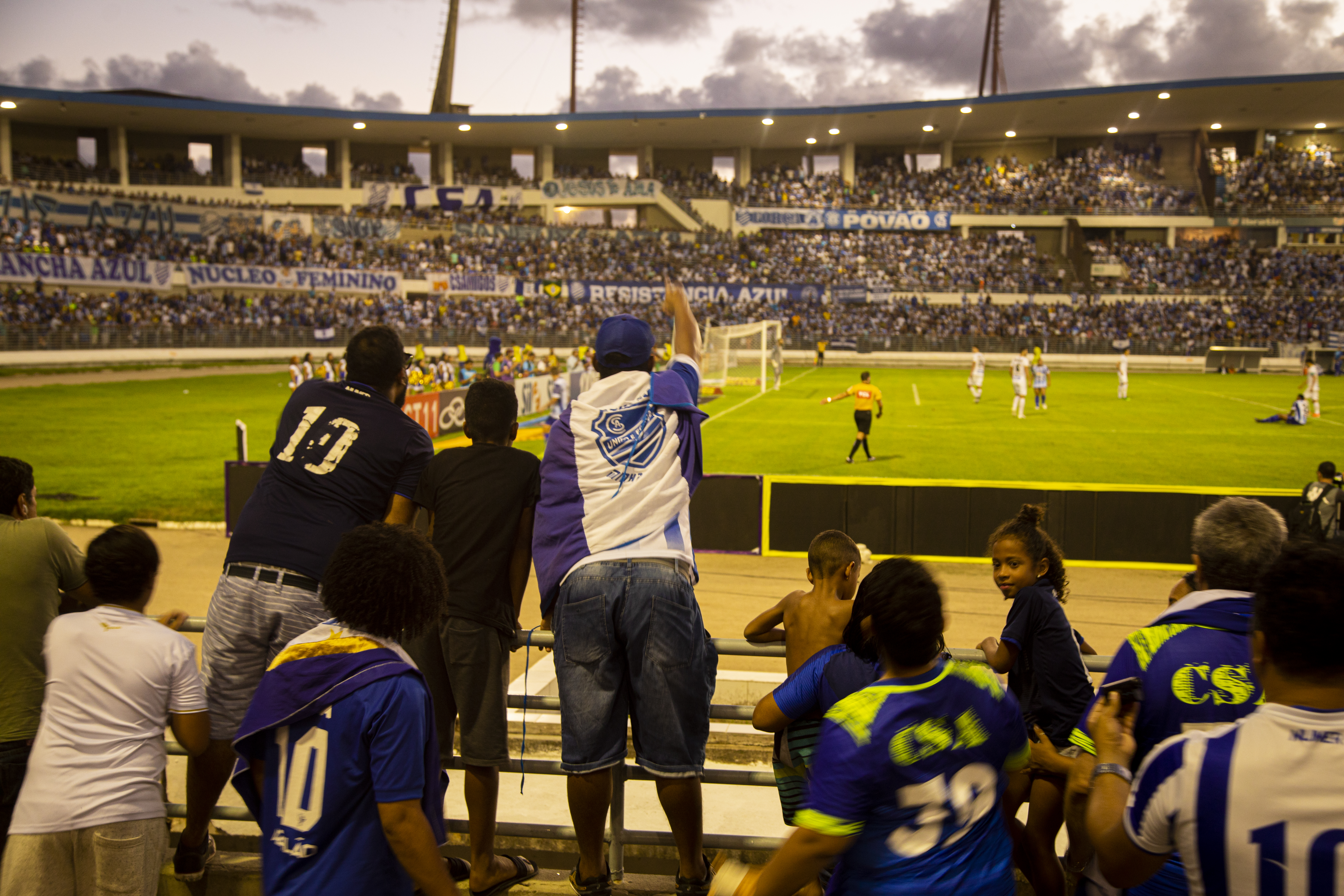
Supporters du CSA

  - Vice-Champion : 1980, 1982, 1983

- Championnat du Brésil de Série C (1)
  - Champion : 2017